# Kerstin Szymkowiak
Kerstin Szymkowiak (nacida como Kerstin Jürgens, Siegen, 19 de diciembre de 1977) es una deportista alemana que compitió en skeleton. 
Participó en los Juegos Olímpicos de Vancouver 2010, obteniendo la medalla de plata en la prueba femenina individual. Ganó tres medallas de bronce en el Campeonato Mundial de Skeleton entre los años 2004 y 2009, y cuatro medallas en el Campeonato Mundial de Skeleton entre los años 2004 y 2010.

## Palmarés internacional
| Juegos Olímpicos   | Juegos Olímpicos             | Juegos Olímpicos  | Juegos Olímpicos |
| Año                | Lugar                        | Medalla           | Prueba           |
| ------------------ | ---------------------------- | ----------------- | ---------------- |
| 2010               | Vancouver (Canadá)           | Medalla de plata  | Individual       |
| Campeonato Mundial |                              |                   |                  |
| Año                | Lugar                        | Medalla           | Prueba           |
| 2004               | Königssee (Alemania)         | Medalla de bronce | Individual       |
| 2008               | Altenberg (Alemania)         | Medalla de bronce | Individual       |
| 2009               | Lake Placid (Estados Unidos) | Medalla de bronce | Individual       |
| Campeonato Europeo |                              |                   |                  |
| Año                | Lugar                        | Medalla           | Prueba           |
| 2004               | Altenberg (Alemania)         | Medalla de plata  | Individual       |
| 2005               | Altenberg (Alemania)         | Medalla de oro    | Individual       |
| 2008               | Cesana (Italia)              | Medalla de bronce | Individual       |
| 2010               | Igls (Austria)               | Medalla de plata  | Individual       |